# Al otro lado de la niebla
Al otro lado de la niebla és una pel·lícula documental en 3D equatoriana del 2023 coescrita, coproduïda i dirigida per Sebastián Cordero. Tracta de les converses i experiències entre Cordero i Iván Vallejo en el seu viatge al Nepal amb l'objectiu d'escalar l'Everest.
Al otro lado de la nuebla va guanyar el Premi del Públic i el Millor So al Festival de Cinema Equatorià Kunturñawi, va rebre una nominació a la Millor Pel·lícula Iberoamericana en el 23è Grande Prêmio do Cinema Brasileiro, a la Millor pel·lícula iberoamericana a la LXVI edició dels Premis Ariel i a la millor pel·lícula iberoamericana als 12ns Premis Macondo. La pel·lícula va ser seleccionada com a entrada equatoriana a la Millor Pel·lícula Internacional als Premis Oscar de 2023.

## Argument
Més de 20 anys després que Iván Vallejo coronés l'Everest l'any 1999 i perquè el primer equatorià arribarà al cim de la muntanya, va decidir fer una pel·lícula commemorativa en el seu honor, invitant a Sebastián Cordero. Tots dos emprendran un viatge al Nepal per tornar a escalar i, enmig de la seva odissea, esclataran debats i converses filosòfiques i existencials davant els perills de ser alpinista.

## Estrena
Es va estrenar el 6 d'octubre de 2023, en el 22è Festival Internacional de Cinema Documental Encounters of Other Cinema, es va projectar després el 3 de desembre de 2023 al Festival Ecuador Cine Aventura. Es va estrenar comercialment el 25 de gener de 2024 a les sales equatorianes.

## Reconeixements
| Any  | Premi / Festival                        | Categoria                        | Receptor                  | Resultat  | Ref.          |
| ---- | --------------------------------------- | -------------------------------- | ------------------------- | --------- | ------------- |
| 2023 | Festival de Cinema Equatorià Kunturñawi | Premi del Públic                 | Al otro lado de la niebla | Guanyador | [ 9 ]         |
| 2023 | Festival de Cinema Equatorià Kunturñawi | Millor so                        | Al otro lado de la niebla | Guanyador | [ 9 ]         |
| 2024 | 23è Grande Prêmio do Cinema Brasileiro  | Millor pel·lícula iberoamericana | Al otro lado de la niebla | Nominat   | [ 10 ]        |
| 2024 | LXVI edició dels Premis Ariel           | Millor pel·lícula iberoamericana | Al otro lado de la niebla | Nominat   | [ 11 ] [ 12 ] |
| 2024 | 12ns Premis Macondo                     | Millor pel·lícula iberoamericana | Al otro lado de la niebla | Pendent   | [ 13 ]        |